# Søminestationen ved Bramsnæsbugt
 Der er for få eller ingen kildehenvisninger i denne artikel, hvilket er et problem. Du kan hjælpe ved at angive troværdige kilder til de påstande, som fremføres i artiklen.

Søminestationen ved Bramsnæsbugt eller Torpedostationen er en tidligere flådestation og testanlæg for torpedoer der ligger ved vestsiden af Isefjorden i Dragerup Skov, 5 km øst for Holbæk.
Tilbage i 1875 fik Danmark licensen til at afprøve og indskyde torpedoer for Danmark, Norge og Sverige. Man skulle finde et egnet sted til disse afprøvninger. En placering ved Præstø blev undersøgt, men man endte med, at finde placeringen ved Dragerup velegnet. Der er en vanddybde på 6-7 meter og det gjorde det muligt, at torpedoerne kunne skydes af 5 -7 km op mod Orø.
Stedet kaldes nu lokalt for Søminestationen, men det er lidt af en tilsnigelse. Det oprindelig navn var "Torpedostationen ved Bramsnæsvig". Funktionen på stedet har været, at indskyde, dels såkaldte aktive miner (”cigarerne”) og dels passive miner (dem med ”horn”). Det var kun i sommermånederne, at der blev afprøvet torpedoer og stedet var bemandet. Udover de 2 ovennævnte typer har man også i 30’erne haft afprøvet torpedokast fra fly. I alt er afprøvet 70.000 miner fra stedet. Kun en enkelt af disse er forsvundet.
Bygning C (den der ligger parallelt med kystlinien) blev opført 1883 og fungerede som værkstedsbygning. Hele underetagen var dengang et stort rum beregnet til at håndtere torpedoerne. På første sal kan man i dag stadig bemærke sig, at der er parketgulv i det ene rum. Årsagen til det er, at her holdt kommandanten oprindeligt til.
Nogle år efter i 1887 kommer bygning A til (den der ligger med gavlen mod vandet).
Ser man stedet i dag, kan man stadig se resterne af brohovedet hvor torpedoerne blev ført frem med trykluft. Ude i vandet ses rester fra en ydereliggende bro, ligesom der blev opført 5 ”isbryder øer” ude i fjorden der skulle beskytte selve broen mod isens hærgen.

## 2. verdenskrig
1. september 1943 indtog tyskerne stedet. I perioden 43-45 holdt Hitler Jugend til på stedet. Der findes næsten ingen spor fra denne tid. Kun en enkelt "Nihalet kat", der kan iagttages på Holbæk Museum.
Efter krigen erkendte man, at torpedoerne nu havde fået en størrelse der nødvendiggjorde, at man måtte undersøge andre placeringer til afprøvning. Det blev Kongsøre, som jo ikke ligger langt herfra. Herfra uddannes stadig i dag frømænd, så som vores kronprins Frederik er blevet det.
Da den oprindelige funktion for torpedostationen forsvandt, overgik Torpedostationen til at fungere som nødkaserne for Holbæk Kaserne. På det tidspunkt var der store årgange værnepligtige, som krævede deres plads. Mange værnepligtige tog turen fra torpedostationen til Holbæk for en fornøjelig tur i byen.

## Efterkrigstiden
Fra slutningen af 50’erne stod bygningerne tomme og uopvarmede, dog stadig overvåget af kasernens folk.
Holbækkere har i tidligere tider i stor stil cyklet ud til "badebroen" ved "Søminen" for at bade.
Herefter begynder der en ny æra i stedets historie. I 1980’erne var der en aktiv biolog fra Københavns Universitet Erik Rasmussen. der fostrede tanken om, at bruge stedet som et feltlaboratorium. Han har sammen med andre, lavet meget forskning i området, hvorfor det nu fremstår som et af de bedst udforskede fjordområder.
I perioden 1995 til indvielsen i maj 1997 arbejdes der på en restaurering og ombygning af stedet. Dette blev gjort bl.a. i samarbejde med et, på daværende tidspunkt eksisterende beskæftigelsesprojekt ”Sidesporet”. En af de opgaver de havde, var at nedtage alle vinduer og afrense dem. Det betyder, at de vinduer der i dag er i bygningerne, er de oprindelige fra 1880’erne.

## Nuværende funktion
I dag fungerer stedet dels som forskningscenter for Roskilde Universitetscenter og dels som kursussted.

## Eksterne kilder og henvisninger
1. 1 2  "Søminestationen". soeminestationen.dk. Arkiveret fra originalen 12. april 2022. Hentet 18. oktober 2024.

- Interview med lokalhistoriker Flemming Sylvest, HolbækHis

55°42′44.83″N 11°47′28.51″Ø / 55.7124528°N 11.7912528°Ø